# Most s poševnimi zategami
Most s poševnimi zategami, tudi kabelski most ima enega ali več pilonov (ali stebrov), iz katerega izhajajo kabli, ki nosijo mostno konstrukcijo.
Mostovi s poševnimi zategami so optimalni za daljše razpone, daljše od konzolnih mostov in krajše od visečih mostov. To je območje, kjer bi konzolni mostovi hitro postali pretežki, če bi podaljšali razpon in viseči mostovi ne bi bilo dovolj ekonomični, če bi skrajšali razpon.

## Zgodovina
Kabelski mostovi segajo v 1595, kjer je bil v knjigi beneškega izumitelja, gradbenega mojstra iz Dalmacije, Faustusa Verantiusa Machinae Novae najden načrt visečega mostu s poševnimi železnimi trakovi. Immanuel Loscher, nemški tesar, je leta 1784 skonstruiral lesen most, razpetine 32 m, s kabli sidranimi v voziščno konstrukcijo. Ni znano ali je bil kdaj tudi narejen.
Obstajajo številni zgodnji kabelski mostovi, vključno brv za pešce Dryburgh Abbey Bridge iz leta 1817, Jamesa Dredgeja patentiran Victoria Bridge v Bathu (1836), ter kasnejša Albert Bridge (1872) in Brooklyn Bridge (1883 - prvi pri katerem so bili uporabljeni jekleni elemnti). Njihovi oblikovalci so našli kombinacijo tehnologij, da so povečali togost voziščne konstrukcije in jo naredili odpornejšo na veter. John A. Roebling je dal posebno prednost temu, da se omejil deformacije zaradi obremenitve železnice na visečem mostu Niagara Falls. Najzgodnejši znani ohranjen primer pravega kabelskega mosta v ZDA je E.E. Runyonov v veliki meri nedotaknjen jekleni ali železni most z lesenimi stranic in streho v Bluff Dale, Teksas (1890) ali njegov teden starejši, vendar porušen most Barton Creek med Huckabayem, Texas in Gordonom, Texas (1889 ali 1890).
V dvajsetem stoletju je prvi most s poševnimi zategami predlagal francoski inženir A. Gisclard, nenavaden Cassagnes most (1899), pri katerem so poševni kabli s sodelovanjem horizontalnega dela kabla razporejeni tako, da preprečujejo pomembno stiskanje mostne plošče in most inženirja Le Cocqa most Lézardrieux v Bretanji (1924), ki je to tehniko izpopolnil.
Eduardo Torroja je leta 1926 zasnoval prvi betonski most - akvadukt pri Tempulu čez reko Guadalete, kot most s poševnimi zategami. Ta tip mostov je danes že presežen.
Alberta Caquota kabelski most z betonsko mostno ploščo iz leta 1952 preko Donzere-Mondragon kanala v Pierrelatte, je eden od prvih modernega tipa, vendar je le malo vplival na poznejši razvoj. Most Strömsund z jekleno mostno ploščo Franza Dischingerja (1955) je zato bolj pogosto naveden kot prvi moderni most s poševnimi zategami. Po drugi svetovni vojni je ostalo mnogo porušenih mostov, ki so jih morali nadomestiti z novimi. Franz Dischinger je leta 1949 pokazal da se togost visečih mostov zelo poveča ob uporabi poševnih zateg. Prvi moderni most s poševnimi zategami je bil tako narejen na Švedskem leta 1955 (most Stromsund).
Drugi ključni pionirji so še Fabrizio de Miranda, Riccardo Morandi in Fritz Leonhardt. Zgodnje mostovi iz tega obdobja so uporabljali zelo malo poševnih kablov, kot na primer Theodor Heuss bridge (1958).
Pont de Normandie v Franciji iz leta 1988 je že pravi modernistični in arhitekturni dosežek. Most Tarara na Japonskem iz leta 1999 z razponom 890 m velja za najdaljšega s poševnimi zategami v 20. stoletju.

## Koncept
Most s poševnimi zategami predstavlja tri-dimenzionalni sistem, ki je sestavljen iz voziščne konstrukcije, pilonov in zateg.

### Zatege
Zatege so kabli, ki so sestavljeni iz snopa pramenov, ta pa iz žic visoko vrednega jekla. Prameni so običajno pocinkani in oblečeni v polietilen. Zatege so lahko proizvedene kot: kabli z zaprtimi spiralnimi vrvmi, kabli z vrvmi iz paralelnih žic in kabli iz paralelnih žic.
Pri konstrukciji ločimo tri glavne razporeditve zateg:
Harfa: pri harfi so kabli razporejeni skoraj vzporedno, tako da je višina njihove pritrditve na pilonu sorazmerna z oddaljenostjo od pilona na njihovi pritrditvi na mostni plošči.
Snop: pri snopu so zatege vodene radialno od vrha pilona do mostne plošče. Na ta način zatega prevzema maksimalno obtežbo in zmanjšuje sile v mostni plošči. Zaradi spremenjenih predpisov danes praktično ni v uporabi.
Pahljača: pri zasnovi pahljače so vse zatege povezane na vrhu pilona. Zasnova pahljače je strukturno superiorna z minimalnim momentom, ki vpliva na pilone. V modificirani obliki pahljače, zaradi pomanjkanja prostora, so kabli povezani blizu vrha pilona preko sedla, vendar so med seboj dovolj razmaknjeni, da je omogočen boljši zaključek, izboljšano varstvo okolja in dober dostop do posameznih kablov za vzdrževanje.
Zatege lahko vodimo v eni ali dveh ravninah, kar je predvsem odvisno od števila in razporeditve voznih pasov: direktno na robu konstrukcije z direktnim uvajanjem sil ali indirektno preko močnih prečnikov s prerazporeditvijo sil in dodatnim prednapenjanjem grede.

### Pilon
Oblika pilona vpliva na estetski in ekonomski vidik konstrukcije, seveda pa tudi na statično in dinamično obnašanje le-te. Lahko so betonski ali jekleni. Oblika je odvisna tudi od razporeditve in naklona zateg. Danes poznamo štiri najpogosteje uporabljene oblike:
- portalni pilon v obliki črke H, stebra sta pri vrhu povrzana s prečko
- pilon v obliki črke A,
- pilon v obliki diamanta različnih oblik in
- prostokonzolni pilon brez prečne povezave med dvema stebroma.

### Prečni prerez grede
Oblika prečnega prereza grede je odvisna od materiala, glavnega razpona, razdalj med zategami, ravnin zateg, namena in širine mostov.
Glede na material so lahko armiranobetonske ali prednapete, jeklene ali sovprežne.
Prednost imajo jeklene konstrukcije, ki so manj konstrukcijsko zahtevne, oblike so predvsem I-profil ali škatlast.
Armiranobetonske ali prednapete grede so konstrukcijsko zahtevnejše, razdalje med kabli so manjše. Njihova prednost je v boljši aerodinamični stabilnosti.

## Različice

### Side-sparmost s poševnimi zategami
Side-spar most s poševnimi zategami ima osrednji pilon podprt samo na eni strani. Ta oblika omogoča gradnjo ukrivljenih mostov.

### Konzolni most s poševnimi zategami
Bolj radikalen v svoji strukturi, ima Puente del Alamillo (1992) en konzolni opornik (pilon) na eni strani premostitve s kabli le na eni strani za podporo mostu. Za razliko od drugih vrst kabelskih mostov, ta most izvaja znatno silo prevračanja na temelje in opornik se mora upreti upogibanju, ki ga povzročajo kabli. Opornik na tem mostu tvori gnomon velikega vrta s sončno uro. Podobni mostovi arhitekta Santiaga Calatrave so še Puente de la Mujer (2001), most imenovan Sončna ura (Sundial Bridge) (2004) in Chords Bridge (2008).

### Extradosed bridge
Extradosed bridge je v bistvu most s poševnimi zategami, vendar z bolj močno mostno plošče, in ker je toga in močnejša, omogoča da so kabli bližje pilonu, ki so zato lahko nižji v sorazmerju z razpetino. Prvi tak most v ZDA bo Pearl Harbor Memorial Bridge v New Havenu, Connecticut, ki bo predvidoma odprt leta 2016. V Sloveniji je taka Puhov most na Ptuju.

### Cradle-system
Cradle sistem nosi pramene znotraj opore iz voziščne konstrukcije do voziščne konstrukcije, kot kontinuiren element in s tem odpravlja sidrišča v pilonih. Vsak z epoksi prevlečen jeklen sklop je nosi v notranjosti ogrodja v eno-palčni (2.54 cm) jekleni cevi. Vsak sklop deluje neodvisno, kar omogoča odstranitev, pregled in zamenjavo posameznih sklopov. Prva dva taka mostova sta Penobscot Narrows Bridge (Maine, ZDA), dokončan v letu 2006 in Veterans' Glass City Skyway (Toleto, Ohio, ZDA), dokončan leta 2007.

## Primerjava z visečimi mostovi
Za mostove s poševnimi zategami se na videz lahko zdi, da so podobni visečim mostovom, v resnici pa pri njihovem delovanju in gradnji veljajo povsem drugačna načela.
Pri visečih mostovih, veliki glavni kabli (običajno dva) visita med pilonoma (običajno dva) in sta zasidrana na vsakem koncu na v tla. To je lahko težko izvesti, če so geološke razmere slabe. Glavni kabli, ki se prosto gibljejo preko ležajev na pilonih, nosijo obremenitev mostne plošče. Preden se namesti mostna konstrukcija, so kabli pod napetostjo lastne teže. Ob glavnih kablih so manjši kabli ali palice povezani z mostno ploščo, ki se dvigajo v odsekih. Ko je to narejeni, se napetost v kablih povečuje, kot to počne tudi z obremenitvijo prometa, ki prečka most. Napetost glavnih kablov se prenese na tla na pritrdišču (sidrišču) in navzdol vleče na pilonih.
- Različni tipi mostov
- Viseči most
- Most s poševnimi zategami, oblika pahljače
- Most s poševnimi zategami, oblika harfa

Na mostu s poševnimi zategami so piloni primarna nosilna konstrukcija, ki prenaša breme mostu na teren. Pogosto se uporablja konzolni pristop za podporo mostne konstrukcije v bližini pilonov, vendar so dolžine še naprej od njih podprte s kabli, ki tečejo neposredno s pilonov. To je pomanjkljivost v primerjavi z visečimi mostovi, saj kabli vlečejo ob straneh ne neposredno navzgor, kar zahteva močnejšo mostno ploščo da se upre posledično horizontalni kompresijski obremenitvi; imajo pa to prednost, da ni potrebno čvrsto sidrišče. V zasnovi so vse statične horizontalne sile kabelskega mostu uravnotežene, tako da podporni piloni ne težijo k nagibanju, potrebujejo samo upor na vodoravne sile prometne obremenitve.
Ključne prednosti oblike mostu s poševnimi zategami so:
- veliko večja togost kot viseči most, tako, da se zmanjša deformacije krova zaradi prometne obremenitve
- se lahko konstruira konzola izven gabarita pilona - kabli delujejo kot začasne in trajne podpore na mostni konstrukciji
- za simetrične mostove (razpona na obeh straneh pilona sta enaka), vodoravno ravnovesje sil in velika zemeljska pritrdišča niso potrebna

## Znameniti mostovi s poševnimi zategami
- Nadvoz Basarab v Bukarešti (Romunija) je najširši most s poševnimi zategami v Evropi, ki meri 44,5 metra v širino in sprejme dvosmerni tramvaj s postajo s polnimi platformami, varnostno območje in dva prometna pasova za vsako smer na najširši točki.[5]
- Brooklynski most, znan kot viseči most, ima tudi kable.
- Cable Bridge , uradno  Ed Hendler Bridge, drugi most s poševnimi zategami v ZDA, prečka reko Columbia in povezuje Pasco z Kennewickim, Washington.
- Most Centennial,6-pasovni cestni most prečka Panamski prekop, skupne dolžine 1,05 km.
- Most Clark, prečka reko Mississippi pri Altonu, Illinois;predmet] documentarnega filma Super Bridge (TV serija NOVA).
- Most Denver Millennium, 130 m dolg most za pešce, ki je osvojil zlato nagrado Zveze inženirjev New Yorka v letu 2003. Most je osrednja točka v filmu "Imagine That" z igralcem Eddiejem Murphyjem.

- Most Erasmus prečka Nieuwe Maas v Rotterdamu, Nizozemska. Južni razpon je 89 m dolg  dvižni most za ladje, ki ne morejo pod mostom. Ta Dvižni most je največji in najtežji v Zahodni Evropi in ima največjo ploščo svoje vrste na svetu.
- Most Fred Hartman
- Most Jesús Izcoa Moure, prvi most s poševnimi zategami v Portoriku in na Karibih.
- Most Jiaxing-Shaoxing Sea, provinca Zhejiang, Kitajska. 8-pasovni most se razteza 10.100 m čez zaliv Hangzhou, povezuje Jiaxing in Shaoxing, dve mesti province Zhejiang. Odprt je bil 23. julija 2013 in je trenutno najdaljši most s poševnimi zategami na svetu.
- Most John James Audubon: najdaljši most s poševnimi zategami na zahodni polobli, prečka reko Mississippi  med New Roads in St. Francisville v Louisiani, ZDA.
- Most Juscelino Kubitschek, edinstven most s tremi 60 m visokimi asimetričnimi jeklenimi loki, ki so navzkrižni po diagonalah. Vozišče je pripeto z jeklenicami izmenično in prepletajoče na vsaki strani.
- Ponte all'Indiano, prečka reko Arnov Firencah, Italija, 1978, je prvi v teren sidran jeklen most s poševnimi zategami na svetu, s centralnimi nameščenimi kabli, enojnimi stebri, ločenimi vozišči.
- Most Hale Boggs Memorial, prečka reko Mississippi med Lulingom in Destrehanom, Louisiana; bil je prvi most s poševnimi zategami v ZDA na državni cesti.
- Most Lekki-Ikoyi Link, prvi tak v Nigeriji, odprt 29. maja 2013 v pokrajini Lagos
- Spominski most Leonarda P. Zakima Bunker Hill, Boston, Massachusetts je najširši most s poševnimi zategami na svetu. [navedi vir]
- Most Lyne, prečka avtocesto M25 blizu Chertseya, Anglija, 1979,( je eden od več na železniški progi Chertsey Branch Line).[6]
- Viadukt Millau, viadukt z najvišjimi piloni na svetu: 341 m in 266 m nad voziščem, prečka dolino reke Tarn v Franciji. S skupno dolžino 2460 m in sedmimi piloni pa je tudi najdaljši kabelski most na svetu..

- Most SNP (Nový most), najdaljši na svetu ima en pilon in en niz kablov, prečka Donavo v Bratislavi, Slovaška.Glavni razpon je 303 m, skupna dolžina 430,8 m. Edini član World Federation of Great Towers , ki uporablja most. Njihova vrteča restavracija je na vrhu pilona 85 m visoko.
- Most Nelson Mandela, najdaljši most s poševnimi zategami v Južni Afriki stoji v Johannesburgu, Južna Afrika. Most je bil odprt leta 2003.
- Novi železniški most, Beograd, prvi most v Evropi s to tehnologijo v železniškem prometu, povezuje obale reke Save v Beogradu.
- Most na Adi v Beogradu, Srbija preko reke Save povezuje Novi Beograd s Čukarico; pilon stoji na otoku Ada Ciganlija.

- Most Octávio Frias de Oliveira, križa reko Pinheiros v São Paulo, 2008. Ima 138 m visok pilon pod katerim se križata in obračata za 90° dve cesti in povezuje obrežji reke.
- Øresundski most, kombiniran, dvosledna železnica in štiripasovni cestni most z glavnim razponom 490 m in skupno dolžino 7,85 km, ki prečka preliv Øresund med Malmöjem, Švedska in Dansko.
- Pont de Normandie, prečka reko Seno v Normandiji, Francija - nekaj časa najdaljši most s poševnimi zategami na svetu.
- Most Port Mann, prečka reko Fraser v Britanski Kolumbiji, Kanada. To je trenutno drugi najširši most na svetu na 65 metrov, ki ima 10 pasov za avtocesto Trans Canada.
- Queensferry Crossing (prej Forth Replacement Crossing) je cestni most v gradnji na Škotskem. Gradi se poleg obstoječega mostu Forth Road preko Firth of Forth, in bo povezal Lothian, v južnem Queensferry s Fife pri severnem Queensferry. Predvideno dokončanje 2016.
- Most Rande v Španiji blizu Viga je cestni most s poševnimi zategami z najdaljšim in najtanjšim razponom na svetu v času izgradnje (1973–1977). Tri dolge razpone 148 m + 400 m + 148 m. Piloni v betonu, nosilci v jeklu.
- Most Rio-Antirio, prečka Korintski zaliv blisu Patrasa, Grčija. Skupna dolžina znaša 2880 m in ima 4 pilone, je drugi najdaljši na svetu s tako dolgim voziščem, daljši je viadukt Millau v Franciji. Vendar,glede na to, kako so podprta ležišča na pilonih, je most Rio–Antirrio najdaljši  kabelski most z dolgim voziščem.
- Most na Ruski otok, najdaljši most s poševnimi zategami na svetu z razpetino 1104 m.
- Second Severn Crossing med Anglijo in Walesom je 5.127 m dolg, sestavljen iz ene osrednje razpetine nad "Shoots" kanalom in pristopnih viaduktov na obeh straneh. Drugi je Severn Bridge Crossing Freyssinet cable stays.
- Skybridge, Vancouver, najdaljši tranzitni most na svetu, prečka reko Fraser med New Westminsterom in Surrey, BC, Kanada.
- Most Sunshine Skyway, na svetu najdaljši most u glavnim razponom s poševnimi zategami; stoji v trasi ceste Interstate 275prečka Tampa Bay južno od St. Petersburga, Florida, ZDA. Zelo je podoben Øresundski most, ki je nekoliko krajši a ima daljši glavni razpon.
- Most Suramadu v Indoneziji je najdaljši most s poševnimi zategami v JV Aziji in Indoneziji. Povezuje mesto Surabaya na Javi z otokom Madura. Glavni razpon je 818 m dolg.
- Most Surgut, najdaljši most na svetu z enim pilonom, prečka reko Ob v Sibiriji.
- Most čez reko Sutong Yangtze v vzhodni Kitajski ima drugi najdaljši razpon s 1088 m. Končan je bil 2008, most Sutong je eden od  40 mostov s poševnimi zategami zgrajen čez Yangtze od leta 1995.
- Most Tatara, ima peti najdaljši razpon med kabelskimi mostovi z 890 m, in je del serije mostov ki povezujejo Honšu in Šikoku na Japonskem.
- Most Ting Kau, na svetu prvi velik most s poševnimi zategami s 4-razponi (tremi piloni), del cestnega omrežja, ki povezuje mednarodno letališče Hong Kong z drugimi deli Hongkonga, Kitajska.
- Most Vasco da Gama v Lizboni, Portugalska. Je najdaljši most v Evropi, skupne dolžine 17,2 km, z glavno razpetino 829 m, 11,5 km viaduktov in 4,8 km vmesnih cest.
- Vidyasagar Setu, prečka Hoogly iz Kolkate v Howrah skupne dolžine 823 m. Je najdaljši most s poševnimi zategami v Indiji in eden najdaljših v Aziji.
- Živopisni most v Moskvi, Rusija, je najvišji most s poševnimi zategami v Evropi.
- Most Zarate-Brazo Largo preko rek Paraná Guazú in Paraná de las Palmas v Argentini (1972–1976) sta bila prva dva (cestni in železniški) mostova s poševnimi zategami in dolgim razponom na svetu. Razpetine: 110 m + 330 m + 110 m.
- Most Langkawi Sky je s krivino 125 m most za pešce v Maleziji, končan 2005. Stoji 700 m nad morsko gladino pr vrhu Gunung Mat Chinchang na Pulau Langkawi, otoku v arhipelagu Langkawiv Kedahu.[7]